# Rudenschöld
Rudenschöld är en svensk adelsätt, och fortlever i en gren med grevlig värdighet. Ätten har samma ursprung som Rudenhielm.
Ätten kommer ursprungligen från Rudstorp i Stora Kils socken, Värmland, där stamfadern bonden Torsten Bengtsson levde under början av 1600-talet. Hans son Haquinus Thorstanis Rudenius var kapellan i Lysviks socken och gift med Christina Falk som tillhörde samma släkt som Tilas och Granfelt från Dal. Deras två söner Torsten och Bengt kallade sig först Rudén, och blev stamfäder för varsin adlig ätt, Bengt till Rudenhielm och Torsten till Rudenschöld.
Torsten Rudén var superintendent i Karlstads stift och senare biskop i Linköpings stift. Han var först gift med dottern till en statssekreterare Brunell, och i sitt andra äktenskap med Magdalena Wallwik blev han besläktad med ätten Rudbeck, till vilken ätt hans svärmoder hörde. Barnen, fem söner och tre döttrar, och andra hustrun adlades för faderns förtjänster av drottning Ulrika Eleonora år 1719, och antog namnet Rudenschöld. Av barnen introducerades sönerna på nummer 1583 på Sveriges riddarhus. Av barnen var bara äldste sonen, löjtnanten vid Östgöta kavalleri Christoffer Rudenschöld, från första äktenskapet och han fick inga barn. Christoffers brorson Herman (1737-1793) dog ogift 1793 i Stockholm och slöt ätten på svärdssidan. Av döttrarna var den yngsta ogift. Äldsta systern Emerentia var gift med ärkebiskop Henrik Benzelius. Den tredje systern, Anna Christina, var först gift med Johan Henrik Nordberg (adlad Nordenborg) men fick inga barn i det äktenskapet, och sedan med hans kusin Carl Gustaf Löwenhielm. Deras yngste bror Ulrik Rudenschöld var ogift och barnlös, liksom äldste brodern i andra äktenskapet, Johan Rudenschöld. En annan bror Bengt Rudenschöld, som var statskommissarie, var gift och fick barn, men dennes gren slöts på spinnsidan 1844 med dottern Juliana.
Ätten fortlever med ättlingar till endast ett av barnen till Torsten Rudén och Magdalena Wallvijk, Carl Rudenschiöld och hans hustru grevinnan Christina Sofia Bielke. Hustrun var dotter till Ture Gabriel Bielke och grevinnan Charlotta Christina Piper som i sin tur var dotter till Carl Piper och Christina, född Törnflycht. Carl Rudenschöld upphöjdes till friherre år 1747 av Fredrik I och introducerades på Riddarhuset med nummer 227. Kung Adolf Fredrik gav densamme Carl grevlig värdighet, men i den egenskapen introducerades han aldrig på Riddarhuset. Dock är alla senare medlemmar av ätten grevar och grevinnor. En av hans döttrar var hovfröken Magdalena Rudenschöld.

## Personer ur ätten
- Carl Rudenschöld (1698–1783), Greve, riksråd och diplomat. Grundare av Friherrliga ätten Rudenschöld nr 227
- Ulrik Rudenschöld (1704–1765), ämbetsman, skald och ekonom
- Magdalena Rudenschöld (1766–1823), hovdam
- Torsten Rudenschöld (1798–1859), militär och pedagog
- Thorsten Rudenschöld (1863–1926), militär